# محمية البلعاس
محمية البلعاس  تقع في الجهة الجنوبية الشرقية من محافظة حماة في سوريا ضمن البادية السورية على بمحاذاة الطريق الواصل بين بلدة عقيربات ومدينة تدمر وتتبع ادارياً إلى منطقة سلمية. وتعد إحدى أهم المحميات البيئية الحراجية الموجودة في سوريا وتشتهر بغناها بالنباتات الطبيعية والرعوية والمعمرة والحولية إضافة إلى تعدد وتنوع الحيوانات البرية والطيور التي تحتضنها المحمية وكثرة الوديان التي تشكل مجموعة المسيلات المائية فيها الأمر الذي جعل من محمية البلعاس الحاضنة الطبيعية التي تسهم في الحفاظ على التنوع الحيوي والحياة البرية في المنطقة.

## أهدافها
- المحافظة على نظام الغابات في المناطق الجافة ضمن البادية السورية (مجتمع البطم الأطلسي).
- حماية الحياة البرية.
- مصدر كبير للتنوع الوراثي للأنواع الجفافية وتفرده بمنظره الطبيعي والبيئي والسياحي.

يعتمد العمل في المحمية على عدة جوانب تتركز حول الحماية يهدف الحفاظ على الجبل من كل التعديات كالرعي الجائر وقطع الأشجار والصيد بما يمكنه من استعادة وضعه على طريق التجديد الطبيعي تدريجياً مع العلم أنه لوحظ في السنوات الأخيرة تطور كبير في تجديد الغطاء النباتي كما يعتمد العمل في المحمية على التحريج الاصطناعي بهدف ترميم المناطق الجرداء في النواة الثانية وإعادة تأهيلها وإنتاج غراس بطم في مشتل حراج عقيربات وتطوير الحياة البرية بأشكالها كافة وتطوير عمل المحمية في إنتاج السياحة البيئية والترويج لها بالشكل الأمثل.

## الحياة النباتية

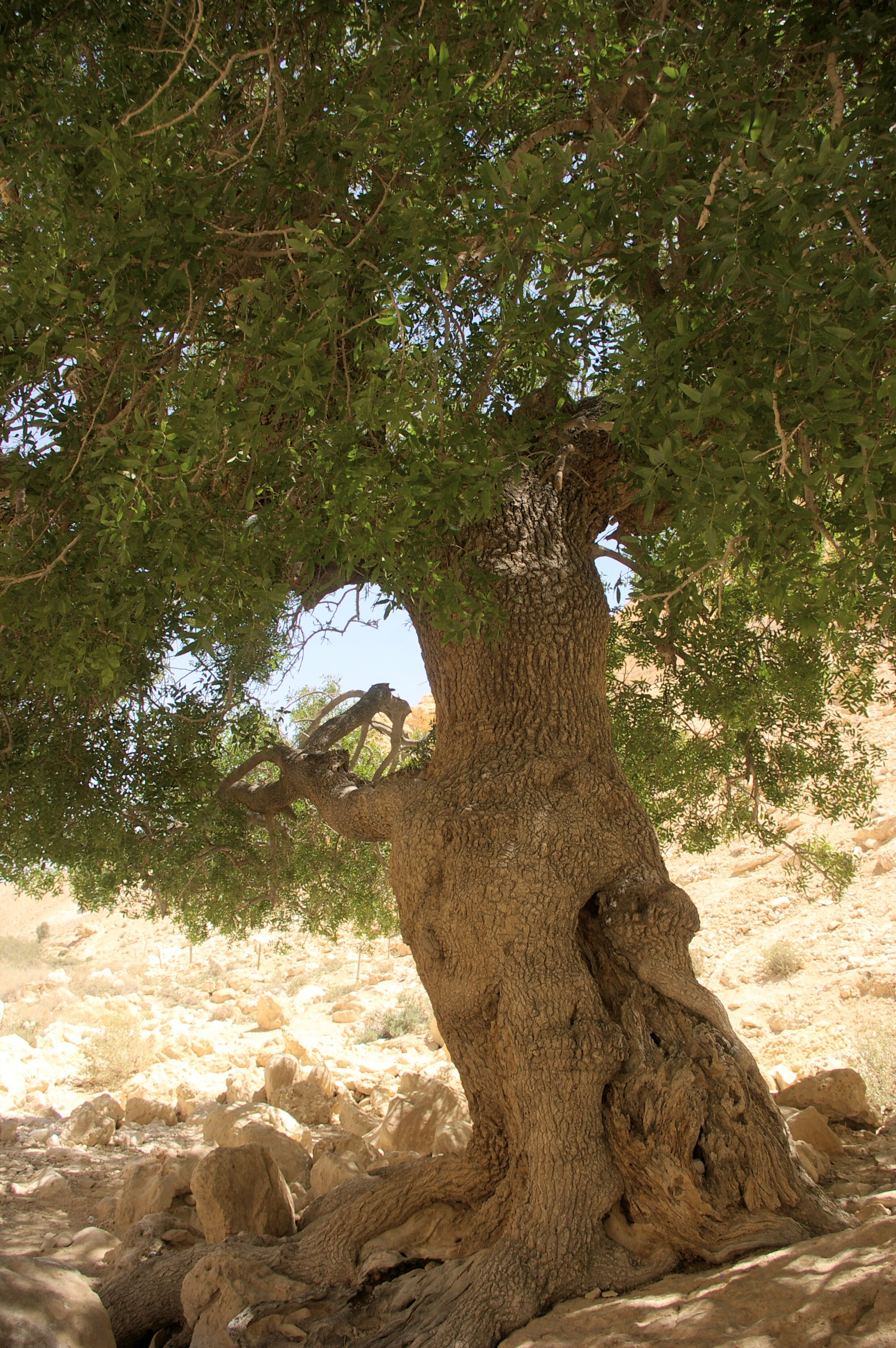
شجرة بطم أطلسي.

ويتميز الغطاء النباتي في جبل البلعاس بتنوعه من خلال وجود أشجار معمرة طبيعية أهمها البطم الأطلسي الذي كان ينتشر بكثافة في البلعاس بدءاً من بلدة عقيربات غرباً وحتى مدينة تدمر شرقاً غير أن القطع الجائر لهذه الأشجار في نهاية القرن التاسع عشر وبداية القرن العشرين أدّى إلى تراجع كبير في انتشار البطم الأطلسي حيث لم يبقَ إلا أشجار متفرقة في الجبل وكثيفة في بعض الوديان إضافة إلى انتشار عدد من الأشجار المتفرقة من التين البري وأنواع شجيرية أهمها السويد الفلسطيني والخوخ البري والطرفاء ونباتات طبية وعطرية منها القبار الشوكي والعادي والشيح العشبي الأبيض والزعتر البري والقتاد الشوكي والجعدة والخردل والثوم البري وشقائق النعمان والقيصوم والمريمية والختمية البيضاء والعصلج وكذلك بعض نباتات المراعي كالروثا والشوفان البري والشعير البري والحرمل والشنان والتينة والخافور.

## الحياة الحيوانية
وينتشر في المحمية الكثير من الحيوانات البرية منها الذئب والضبع السوري والثعلب البري وابن آوى والقط البري كما كان يعيش فيها الغزال السوري على شكل قطعان لكنه انقرض حالياً نتيجة الصيد. كما تحظى المحمية ببعض أنواع الطيور البرية كالدرج والحجل الجبلي والقطا والهدهد والقبرة الصياح والمطواق واليمام البري والحمام البري والعصافير بأنواعها والبوم والعقاب إضافة إلى انتشار القوارض كالأرنب البري والجرذان والفئران والزواحف كالآفاعي بأنواعها والسحالي أبو رول.

## المناخ والجغرافيا
تشكّل محمية البلعاس جزءاً من سلسلة الجبال التدمرية وبمساحة قدرها 22797 هكتار، ويتراوح ارتفاعها عن سطح البحر بشكل وسطي /708/ أمتار. ومناخ المنطقة يتصف بفصلين هما الصيفي الممتد من نيسان وحتى تشرين الأول حيث يمتاز بحرارة عالية وسطوع شمسي كبير والشتوي الممتد من شهر تشرين الثاني ويمتاز بهطولات مطرية تتراوح بين 100و 150 ملم مع رياح وبرودة شديدتين. وتكثر في جبل البلعاس الوديان التي تشكل مجموعة من المسيلات المائية أهمها:
1. وادي أبو رياف - الأكيرع بطول 5كم ويصب في صرة حويسيس .
2. وادي فنوش الباذنجان بطول حوالي 10كم
3. وادي ملوح المصقرة بطول نحو 10كم ويصب في المصقرة شمالاً.
4. وادي الطريق العام حتى المقلع فرع الرمان بطول /15/ كم ويصب في بستان صبيح ومنه إلى أم قبيبة.
5. وادي المقلع باتجاه الغرب المزرور ويصب باتجاه بستان صبيح.
6. وادي حوايا العمور ويصب باتجاه المصقرة.

إضافة إلى العديد من الوديان الأخرى التي تصب في الوديان الرئيسية المذكورة.
تم تقسيم المحمية إلى ثلاث مناطق رئيسية هي:
- منطقة النواة الأولى وهي عبارة عن منطقة طبيعية تنتشر فيها أشجار البطم الأطلسي الطبيعية المعمرة وفيها يلاحظ التجديد الطبيعي بشكل كبير
- منطقة النواة الثانية التي تتواجد فيها أشجار البطم الطبيعي كما أنها منطقة تجديد طبيعي وتجري فيها أعمال الاستصلاح والتحريج
- منطقة النواة الثالثة وهي عبارة عن منطقة حماية ووقاية للنواتين الأولى والثانية وهي ذات أهمية رعوية.

## المشكلات والصعوبات
بسبب التنوّع الكبير للنباتات الطبيعية والرعوية التي تنتشر في المحمية فإنها تتعرض للرعي والتحطيب الجائر الأمر الذي يؤدي إلى وقوع أضرار جسيمة في معظم مواقع المحمية سواءً أكانت مواقع تجديد طبيعي أو اصطناعي إضافة إلى أعمال القطع نتيجة الامتداد والتوسع العمراني المخالف.

## مواضيع متعلقة
- محميات طبيعية في سوريا

## وصلات خارجية
محمية جبل البلعاس في محافظة حماة
محمية البلعاس - مديرية الحراج في وزارة الزراعة
محمية البلعاس بين الماضي والحاضر